# 川西小花出入口

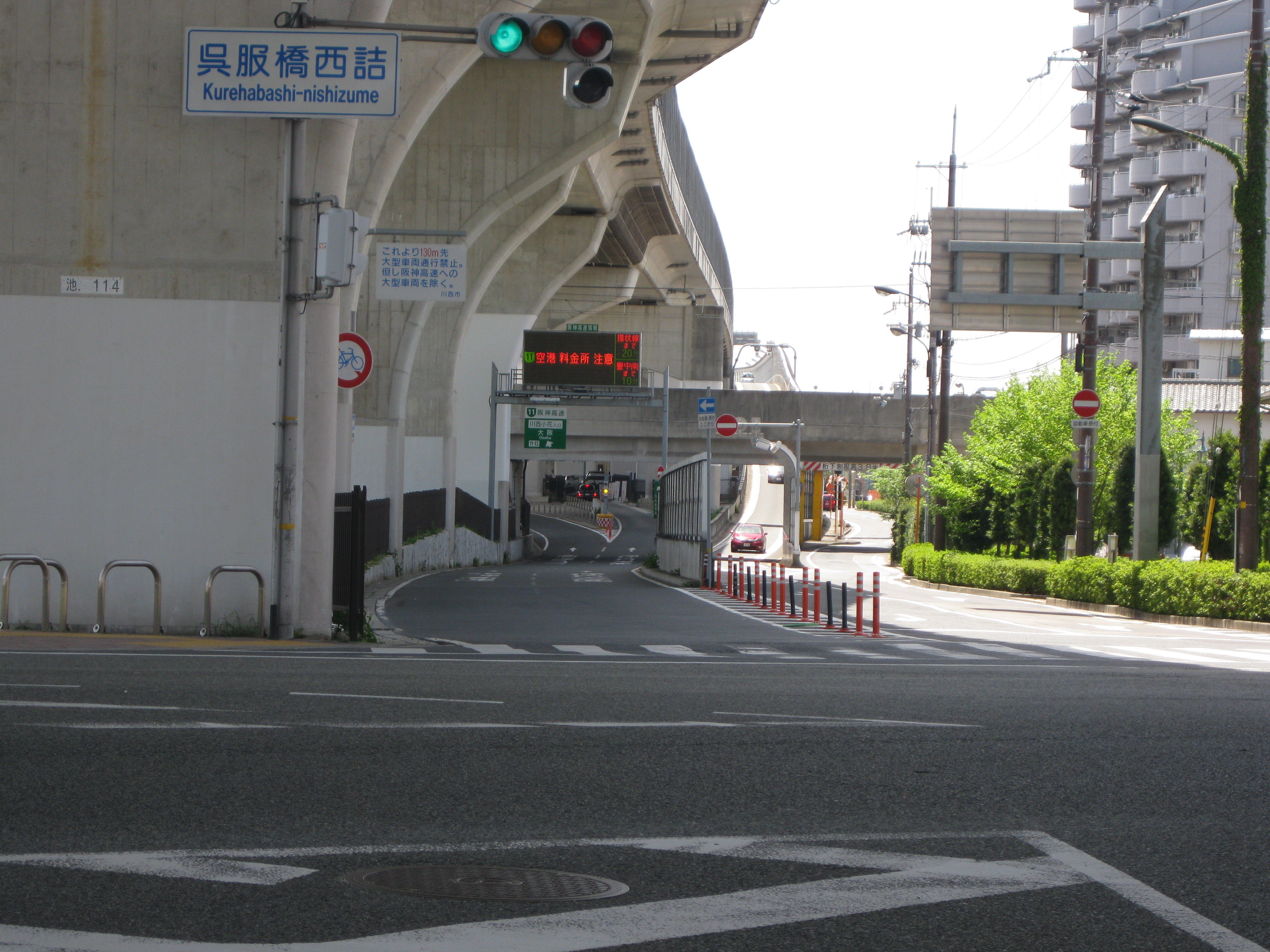
呉服橋交差点から見る

川西小花出入口（かわにしおばなでいりぐち）は、兵庫県川西市にある阪神高速道路11号池田線の出入口。川西市中心部、宝塚市東部（山本・長尾地区）、池田市五月山公園方面へはこの出入口を利用すると便利である。

## 周辺
- 阪急電鉄宝塚本線,能勢電鉄妙見線川西能勢口駅
- JR西日本福知山線川西池田駅
- 川西市役所
- 猪名川
- 五月山（五月山公園）
  - 五月山ドライブウェイ
  - 池田市立五月山動物園

## 隣
阪神高速11号池田線延伸部
蛍池JCT - (11-12)神田出入口 - (11-13)川西小花出入口 - (11-14)池田木部第一出入口/(11-15)池田木部第二出入口